# Ankersmit (geslacht)
Ankersmit (ook: Kok Ankersmit) is een geslacht dat in 1995 werd opgenomen in het Nederland's Patriciaat en bracht onder andere bestuurders en fabrikanten voort.

## Geschiedenis
De bewezen stamreeks begint met Rutger Ankersmit die vermeld wordt te Wilp en voor 1682 overleed. Zijn achterkleinzoon Hendrik Jan Ankersmit (1775-1850) vestigde zich in 1800 als manufacturenhandelaar te Deventer en werd de stamvader van textielfabrikanten met fabrieken die tot ver in de 20e eeuw functioneerden. Leden van het geslacht waren ook medeoprichter en/of bestuurder van Blikemballagefabrieken Thomassen en Drijver N.V., eveneens te Deventer. Een andere tak, die van Willem Jan Ankersmit (1808-1888), bracht enkele apothekers voort. Leden van het geslacht werden voorts gemeentelijke, provinciale en nationale bestuurders. Het geslacht leverde enkele sociaaldemocraten, zoals Gerharda Johanna Helena Ankersmit (1866-1944) en de journalist Johan Frederik Ankersmit (1871-1942).

## Enkele telgen
Hendrik Jan Ankersmit (1775-1850), manufacturenhandelaar te Deventer
- Peter Kok Ankersmit (1802-1886), fabrikant van marokijnleer
  - Hendrik Jan Kok Ankersmit (1832-1902), fabrikant, grondeigenaar en botanicus
- Hendrik Jan Ankersmit (1806-1890), katoenfabrikant en gemeenteraadslid van Deventer
  - Hendrik Jan Ankersmit (1834-1905), katoenfabrikant en gemeenteraadslid van Deventer
    - Dr. Hendrik Jan Ankersmit (1866-1923), directeur Ankersmit’s Katoenfabrieken N.V. te Deventer
      - Hendrik Jan Ankersmit B.Sc. (1895-1982), directeur Ankersmit’s Katoenfabrieken N.V. en Tweede Kamerlid
        - Mr. Jan Ankersmit (1927), directeur Ankersmit’s Textielfabrieken N.V., lid Provinciale en Gedeputeerde Staten van Overijssel

      - Rudolf Ankersmit (1903-1984), directeur Ankersmit’s Textielfabrieken N.V.
        - Prof. dr. Franklin Rudolf Ankersmit (1945), geschiedfilosoof

    - Gerharda Johanna Helena Ankersmit (1869-1944), secretaris van de Bond van Sociaal-Democratische Vrouwenpropagandaclubs en van Nosokómos, de Nederlandsche Vereeniging tot Bevordering der Belangen van Verpleegsters en Verplegers
    - Johan Hendrik Ankersmit (1867-1940), oprichter handelsfirma Köler en Ankersmit te Deventer en medeoprichter en president-commissaris Blikemballagefabrieken Thomassen en Drijver N.V. te Deventer
      - Anna Maria Elisabeth Ankersmit (1897-1974); trouwde in 1916 met Thomas Thomassen (1893-1959), mededirecteur Blikemballagefabrieken Thomassen en Drijver N.V.
      - Maria Cornelia Ankersmit (1900-1953); trouwde in 1924 met Frits Albert Drijver (1897-1983), president-directeur Blikemballagefabrieken Thomassen en Drijver N.V.
- Willem Jan Ankersmit (1808-1888), apotheker
  - Dr. Pieter Ankersmit (1835-1903), apotheker
    - Johan Frederik Ankersmit (1871-1942), journalist, hoofdredacteur van Het Volk, lid gemeenteraad van Watergraafsmeer, lid Provinciale Staten van Noord-Holland

Geslachten die opgenomen zijn in het sinds 1910 verschijnende genealogische naslagwerk Nederland's Patriciaat. Lijst volgens opgave van het CBG Centrum voor familiegeschiedenis.
A · B · C · D · E · F · G · H · I · J · K · L · M · N · O · P · Q · R · S · T · U · V · W · Y · Z